# Wekweètì
Wekweètì est une localité et une communauté canadienne de la région du Slave Nord, aux Territoires du Nord-Ouest.